# 潘志伊
潘志伊（1535年—？），字嘉徵，一字伯衡，號少東，直隸蘇州府吳江縣人，民籍，明朝政治人物。

## 生平
嘉靖四十三年（1564年）甲子科應天府鄉試第一百七名舉人。嘉靖四十四年（1565年）聯捷乙丑科二甲第十四名進士。都察院观政，本年六月授定州知州，隆庆二年（1568年）六月升南京刑部员外郎，三年正月升郎中，丁忧。万历二年（1574年）六月復除刑部，六年（1578年）四月出知江西九江府。在刑部任職時失察荷花儿冤狱，于万历八年（1580年）闰四月贬知陈州。十一年二月升绍兴府同知，闰二月升南康知府，十六年十一月升江西按察司副使，分巡湖西，十九年十月升甘肃行太仆寺卿兼按察司佥事，二十二年三月官至广西布政司右参政。历官有政绩。

## 家族
曾祖潘珪；祖父潘完；父潘雲。嫡母費氏；生母凌氏。弟潘志皋。